# Wöllmerstift
Wöllmerstift ist ein Wohnplatz im Ortsteil Wendemark der Gemeinde Altmärkische Wische im Landkreis Stendal in Sachsen-Anhalt.

## Geografie
Das Wöllmerstift, ein Hof in der Wische, liegt etwa 1 Kilometer östlich von Wendemark und 3 Kilometer westlich der Stadt Werben (Elbe) am Flurgraben Wöllmerstift. Im Norden des Ortes liegt das Biosphärenreservat Mittelelbe und das Landschaftsschutzgebiet Aland-Elbe-Niederung.

## Geschichte
Aus den Akten im Landesarchiv Sachsen-Anhalt in Magdeburg stellte der Historiker Peter P. Rohrlach zusammen: Das Wöllmerstift, 1945 Freihof Nr. 24 genannt, gehörte bis 1329 von Velde. Er kam 1329 an das Kloster Arendsee über den Zehnten von einer Hufe, gehörte 1572 dem Kloster Arendsee und seit 1540 dem Amt Arendsee mit 2 Höfen. Von 1596 bis um 1650 war der Ort in Besitz der von Rindtorf, nach 1650 bis 1732 im Besitz von Peter Barfels und Erben. Er kam 1732 bis 1738/39 an die Familie Engel, 1739 bis 1750 an Pfarrer Löwe.
Im Jahr 1750 kaufte Nikolaus Falcke den ehemals Rindtorffschen Meierhof. Im Mai 1841 kehrte König Friedrich Wilhelm IV. auf einer Besichtigungsfahrt auf dem Hof ein. Daher hieß das Gehöft später Königs-Falckenhof. Eine Gedenktafel wurde an einer Eiche vor dem Gehöft angebracht. Ab 1858 bewirtschaftete die Witwe Charlotte Wilhemine Falcke, geborene Müller sehr erfolgreich den Hof.
Sie überließ ihrem Inspektor Wöllmer 1863 den Stammhof zu sehr günstigen Bedingungen. Seit 1873 gab es die Falckische Schulstiftung und von 1906 bis 1950 die Friedrich-Clara-Wöllmerstiftung. Letztere wurde durch eine Verfügung des 1901 verstorbenen Freigutsbesitzers Friedrich Wöllmer ins Leben gerufen. Im Vorstand der Stiftung waren damals der Bürgermeister von Wendemark, der Ortsgeistliche sowie der Amtsvorsteher des Amtsbezirks. Der Zweck der Stiftung war es „siechen, alterssschwachen und kranken Personen beiderlei Geschlechts, welche in bedürftigen Verhältnissen leben, ein Unterkommen zu gewähren“. Dazu wurde vor der Hofeinfahrt ein Haus für diesen Zweck errichtet zu dem auch eine Schwesternstation mit einer Diakonissin gehörte.
Rorhlach schreibt, dass der Hof 1945 enteignet wurde. Die Enteignung des Wöllmerstiftes erfolgte laut Urkunde erst am 17. April 1950, also nach Abschluss der Bodenreform am 7. Oktober 1949. Daher hatte die damalige Gemeinde Wendemark in den 1990er Jahren ein Antrag auf Rückübertragung gestellt. Doch der Antrag wurde von der Treuhandanstalt abgelehnt.
Der Hof ist auf älteren Karten nicht beschriftet. Auf der digitalen Karte Top50 aus Jahre 2003 heißt der Ort falsch Wolmirstift und in den gedruckten Ortsverzeichnissen von 2008 und 2013 wird er als Wöllmerstift aufgeführt.

## Kultur und Sehenswürdigkeiten
Der frühere Freihof Wöllmerstift steht unter Denkmalschutz. Die Hofanlage lässt sich bis in das 15. Jahrhundert verfolgen. Das Wohnhaus, der älteste Teil der Anlage, stammt aus dem 17. Jahrhundert.